# Roman Florer

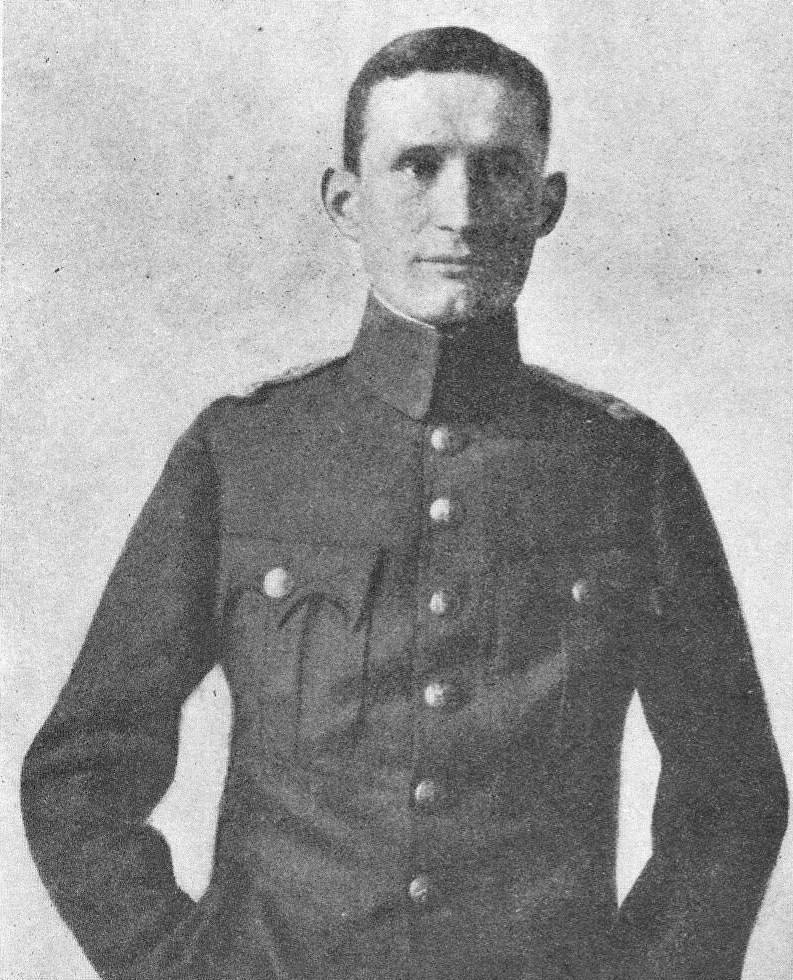
Kpt. Roman Florer w 1919 r.

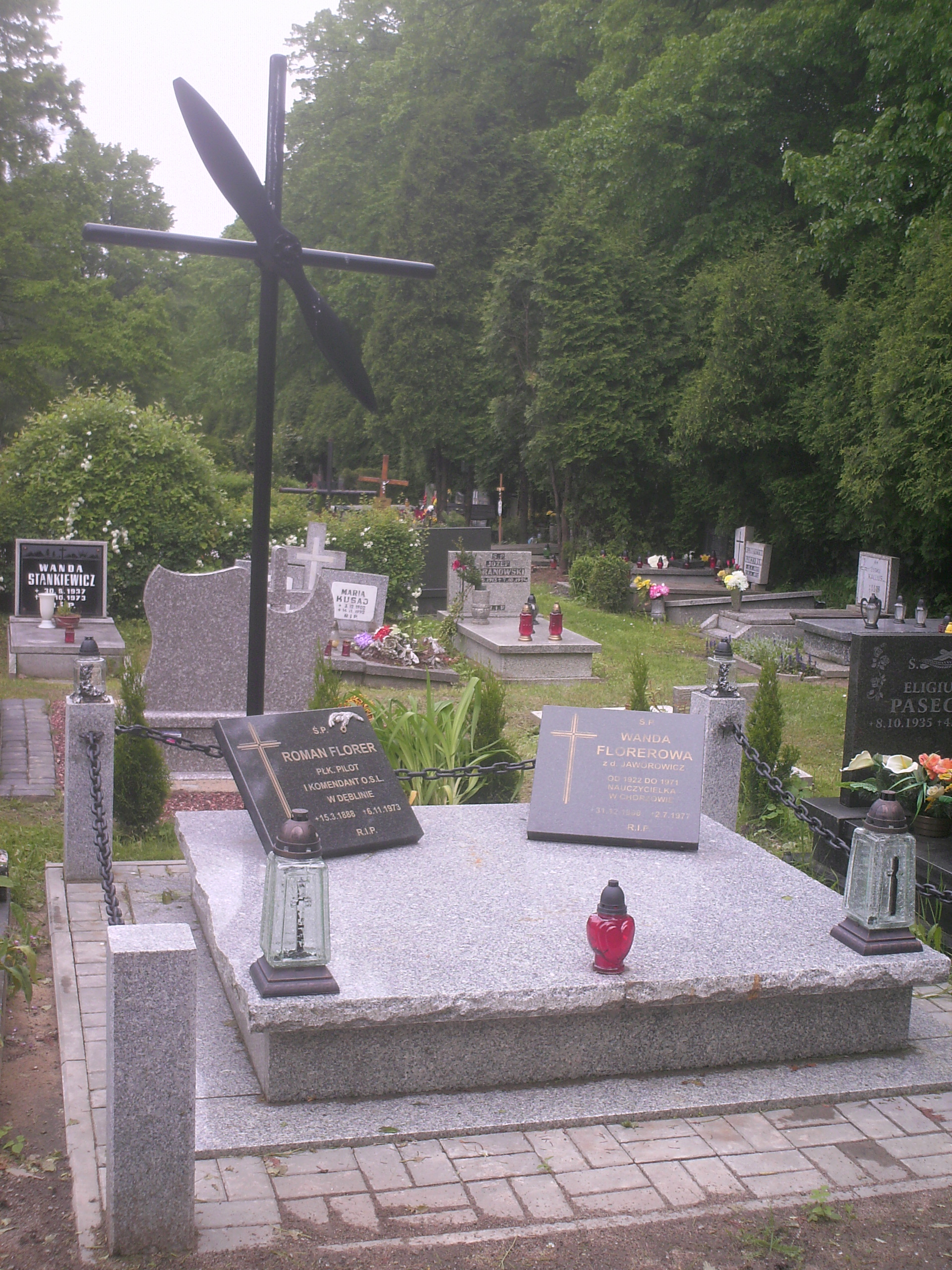
Grób pułkownika Florera i jego żony na cmentarzu Centralnym w Gliwicach

Roman Antoni Florer (ur. 14 marca 1888 w Brzeżanach, zm. 6 listopada 1973 w Gliwicach) – austro-węgierski i polski lotnik wojskowy, kapitan pilot Cesarskiej i Królewskiej Armii Austro-Węgier,     pułkownik pilot Wojska Polskiego.

## Życiorys
Urodził się w Brzeżanach, w rodzinie Wilhelma i Janiny z Ołtarzewskich. W 1903 wstąpił do Korpusu Kadetów Piechoty we Lwowie. 18 sierpnia 1907 został mianowany na stopień kadeta–zastępcy oficera ze starszeństwem z 1 września 1907 i 292. lokatą w korpusie oficerów piechoty, i wcielony do Galicyjskiego Pułku Piechoty Nr 45 w Przemyślu. 25 października 1910 został mianowany na stopień porucznika ze starszeństwem z 1 listopada tego roku. W latach 1912–1913 wziął udział w mobilizacji sił zbrojnych Monarchii Austro-Węgierskiej, wprowadzonej w związku z wojną na Bałkanach. W maju 1914 został skierowany na kurs obserwatorów lotniczych w Wiedniu. 7 sierpnia 1914 został mianowany na stopień nadporucznika ze starszeństwem z 1 sierpnia 1914 i 344. lokatą, natomiast na stopień kapitana 10 sierpnia 1917 ze starszeństwem z 1 sierpnia tego roku i 25. lokatą.
Po wybuchu I wojny światowej dostał przydział jako obserwator na front serbski i włoski w 4 eskadrze lotniczej. Na przełomie 1914 i 1915 został skierowany na kurs pilotów do Wiener Neustadt. Po ukończeniu kursu powrócił na front jako pilot w 27 eskadrze lotniczej. W czasie jednego z lotów bojowych, lecąc na zwiad jako obserwator z pilotem Hassanem Rizą Effendi Pielerem zestrzelił używając pistoletu Mausera samolot włoski, który w czasie ataku podleciał aż na odległość 50 metrów (włoskim pilotem, który przeżył walkę był późniejszy as Francesco Baracca). Ze względu na wysokie kwalifikacje na początku 1917 został mianowany dowódcą eskadry. Po powrocie z frontu objął dowództwo 10 zapasowej kompanii lotniczej na lotnisku rakowickim w Krakowie.
31 października 1918 poddał się rozkazom gen. Roji i przekazał władzę na lotnisku w ręce por. rez. dr. Zdzisława Dzikowskiego, który przekazał ją w ręce sierż. mech. Antoniego Juchy. Pozbawiony dowództwa Florer doradzał jednak swojemu byłemu podkomendnemu, zapobiegając rozgrabieniu sprzętu oraz utracie samolotów i, po pozytywnym zweryfikowaniu przez władze polskie, 1 listopada ponownie objął dowództwo na lotnisku rakowickim. 
Od 9 stycznia do 24 marca 1919 dowodził I Grupą Lotniczą w Warszawie. W maju 1919 został komendantem I Niższej Szkoły Pilotów w Krakowie (we wrześniu 1919 dołączyli do niej również uczniowie II Szkoły Pilotów w Warszawie, po jej likwidacji na skutek pożaru sprzętu na lotnisku mokotowskim). Szkoła działała przez okres wojny polsko-bolszewickiej.
3 maja 1922 roku został zweryfikowany w stopniu podpułkownika ze starszeństwem z dniem 1 czerwca 1919 roku i 8. lokatą w korpusie oficerów aeronautycznych, a jego oddziałem macierzystym był nadal 3 pułk lotniczy. W latach 1922–1923 był komendantem Szkoły Obserwatorów i Strzelców Lotniczych w Toruniu, pozostając oficerem nadetatowym 3 pułku lotniczego. W kwietniu 1924 wyznaczono go na stanowisko dowódcy 4 pułku lotniczego w Toruniu. 23 maja tego roku wydał pierwszy rozkaz organizacyjny. 1 grudnia 1924 roku został mianowany pułkownikiem ze starszeństwem z dniem 15 sierpnia 1924 roku i 1. lokatą w korpusie oficerów aeronautycznych. W kwietniu 1925 został mianowany komendantem Oficerskiej Szkoły Lotniczej w Grudziądzu, która dwa lata później została przeniesiona do Dęblina, a 9 sierpnia 1928 przemianowana na Szkołę Podchorążych Lotnictwa. Z dniem 1 lutego 1929 roku został zwolniony z zajmowanego stanowiska, oddany do dyspozycji dowódcy Okręgu Korpusu Nr I i skierowany na dwumiesięczny urlop, a z dniem 31 marca tego roku przeniesiony w stan spoczynku. W 1934 roku, jako oficer stanu spoczynku pozostawał w ewidencji Powiatowej Komendy Uzupełnień Toruń. Posiadał przydział do Oficerskiej Kadry Okręgowej Nr VIII. Był wówczas „przewidziany do użycia w czasie wojny”.
Po zakończeniu służby wojskowej pracował w Drukarni Przemysłowej w Warszawie, a później w fabryce drewna. W 1938 opuścił Warszawę i znalazł zatrudnienie w Katowicach, w fabryce mydła. Okres okupacji spędził w Warszawie. Pracował w fabryce drewna J. Stolińskiego. Służył w Państwowym Korpusie Bezpieczeństwa i Straży Porządkowej, podczas powstania warszawskiego był komendantem domu nr 44, przy ulicy Piusa X. Po wojnie zamieszkał w Chorzowie i pracował jako kierownik sprzedaży w Państwowej Fabryce Związków Azotowych. Pod koniec życia osiedlił się w Gliwicach, gdzie zmarł 6 listopada 1973.

## Ordery i odznaczenia
- Złoty Krzyż Zasługi (10 listopada 1928)[13]
- Krzyż Komandorski Orderu Białego Lwa (Czechosłowacja)[14]
- Krzyż Komandorski Orderu Gwiazdy Rumunii (Rumunia, 1929)[15]
- Order Korony Żelaznej 3 klasy z dekoracją wojenną i mieczami (Austro-Węgry)[16]
- Krzyż Zasługi Wojskowej 3 klasy z dekoracją wojenną i mieczami (Austro-Węgry)[16]
- Srebrny Medal Zasługi Wojskowej z mieczami na wstążce Krzyża Zasługi Wojskowej (Austro-Węgry)[16]
- Brązowy Medal Zasługi Wojskowej z mieczami na wstążce Krzyża Zasługi Wojskowej (Austro-Węgry)[16]
- Krzyż Jubileuszowy Wojskowy (Austro-Węgry)[16]
- Krzyż Pamiątkowy Mobilizacji 1912–1913 (Austro-Węgry)[16]